# Heinischseifen
Heinischseifen ist ein Weiler der Ortsgemeinde Berkoth im Eifelkreis Bitburg-Prüm in Rheinland-Pfalz.

## Geographische Lage
Heinischseifen liegt rund 1,2 km nordöstlich von Berkoth am Rande einer Hochebene. Der Weiler ist hauptsächlich von landwirtschaftlichen Nutzflächen sowie etwas Waldbestand im Osten und Süden umgeben. Östlich des Ortes fließt der Berkother-Bach.

## Geschichte
Zur genauen Entstehungsgeschichte des Weilers liegen keine Angaben vor. Bekannt ist, dass Heinischseifen zur Bürgermeisterei Weidingen zählte und im Jahre 1843 von 17 Einwohnern bewohnt wurde. Die Ansiedlung war damals schon dem Hauptort Weidingen untergeordnet.
Im Weiler Heinischseifen sind zudem keine Kulturdenkmäler ausgewiesen.

## Wappen von Berkoth

Das Wappen der heute übergeordneten Gemeinde Berkoth wurde in Anlehnung an die vier Ortsteile der Gemeinde entworfen und stellt diese ebenfalls symbolisch dar.
Wappenbegründung: Im Schildhaupt sind Rot und Silber der Grafschaft Vianden zugrunde gelegt. Die vier Zinnen beziehen sich auf die Ortsteile Berkoth, Markstein, Heinischseifen und Burscheid. Der silberne Pfeil gilt als Attribut des Schutzpatrons Sebastian. Die Birke symbolisiert den Ortsnamen Berkoth. Die Axt nimmt Bezug auf das Roden von Wäldern.

## Naherholung
Durch Heinischseifen verläuft der Wanderweg 92 des Naturpark Südeifel. Es handelt sich um einen 14 km langen Rundwanderweg, der die Orte Berkoth und Krautscheid verbindet. Highlights am Weg sind die landwirtschaftlich geprägte Kulturlandschaft und das jährliche Autocross-Rennen bei Krautscheid.

## Wirtschaft und Infrastruktur

### Unternehmen
Im Ort wird eine B&B Ferienunterkunft betrieben.

### Verkehr
Es existiert eine regelmäßige Busverbindung ab Markstein.
Heinischseifen ist durch die Kreisstraße 96 erschlossen. Nördlich des Weilers verläuft die Landesstraße 9 von Krautscheid nach Philippsweiler.

## Einzelnachweis
1. ↑  Wanderweg 92 des Naturpark Südeifel, Berkoth. Archiviert vom Original (nicht mehr online verfügbar) am 11. Mai 2021; abgerufen am 19. September 2021.  Info: Der Archivlink wurde automatisch eingesetzt und noch nicht geprüft. Bitte prüfe Original- und Archivlink gemäß Anleitung und entferne dann diesen Hinweis.